# De Strijd om het Labyrint
De Strijd om het Labyrint (Oorspronkelijke titel: The Battle of the Labyrinth) is een fantasy/avonturenverhaal uit 2008 geschreven door Rick Riordan en gebaseerd op de Griekse mythologie. In dit vierde deel van de Percy Jackson & de Olympiërs-serie gaan Percy, Annabeth, Grover en Tyson op een queeste om de beroemde Deadalus te vinden, die misschien weleens de enige redding kan zijn van Kamp Halfbloed.
Het boek werd in het algemeen goed ontvangen en verscheen onder andere bovenaan de jeugdsectie (series) van de New York Times-bestsellerlijst. 

## Inhoud
De Titanenkoning Kronos wint steeds meer aan macht en zijn volgelingen, onder leiding van de verrader Luuk, maken plannen om via het mysterieuze en gevaarlijke labyrint van Daedalus een manier te vinden om Kamp Halfbloed aan te vallen. 
Om dit te voorkomen verlaten Percy, Annabeth, Grover en Tyson het Kamp om op zoek te gaan naar Daedalus, de enige redding van het Kamp. Maar het Labyrint is een gevaarlijk en ondoorgrondelijk web waar elke bocht een onaangename verrassing lijkt te herbergen en iedere voetstap weleens je laatste kan zijn. Ook deze keer zal Percy al zijn kracht nodig hebben om de herrijzenis van Kronos tegen te houden, als het niet al te laat is.